# 亞瑟：王者之劍
是一部2017年美國和澳大利亞合拍的史詩奇幻动作冒險片，由蓋·瑞奇執導和監製，並與喬比·哈諾德和萊諾·威格拉姆共同編劇。電影題材取自英格蘭傳說人物亞瑟王。
由查理·漢納飾演亞瑟王，其他演員包括裘德·洛、愛絲崔德·伯格斯·弗瑞斯貝、吉蒙·翰蘇、艾瑞克·巴納與艾丹·吉倫。發行商華納兄弟將《亞瑟：王者之劍》定於2017年5月12日在美國上映。

## 劇情
故事敘述年輕的亞瑟與倫蒂尼恩的船員們混在一起，自己並不知道自己的皇家血統，直到他碰上了王者之劍；因為劍的緣故，使得他下定決心加入革命。亞瑟必須利用自己的劍來集結人民並對抗殺害他父母和奪走王位的獨裁者沃蒂根。

## 演員
| 演員                     | 角色                             |
| 查理·漢納                | 亞瑟·潘德拉剛 Arthur Pendragon   |
| 愛絲崔德·伯格斯·弗瑞斯貝 | 魔法師 The Mage                  |
| 裘德·洛                  | 沃蒂根 Vortigen                  |
| 吉蒙·翰蘇                | 貝德維爾爵士 Sir Bedivere        |
| 艾丹·吉倫                | 比爾·威爾森 Goosefat Bill Wilson |
| 艾瑞克·巴納              | 尤瑟·潘德拉剛 Uther Pendragon    |
| 麥可·佩斯伯蘭特          | 基亞爾坦 Kjartan                 |
| 安娜貝爾·瓦莉絲          | 瑪姬 Maid Maggie                 |
| 芭碧·迪樂芬妮            | 伊格賴因 Igraine                 |
| 大衛·貝克漢              | 泰瑞格爾 Trigger                 |
| 凱蒂·麥克格拉思          | 艾莎 Elsa                        |
| 卡米爾·勒米謝夫斯基      | 梅林 Merlin                      |

## 製作
2014年1月，華納兄弟指定讓蓋·瑞奇執導新的《亞瑟王》電影，第一部的名稱為《圓桌武士：亞瑟王》（Knights of the Roundtable: King Arthur），而萊諾·威格拉姆將作為監製、喬比·哈諾德被聘請撰寫劇本。本片除了是六部系列電影的第一部外，還計劃於2017年2月17日上映。後來片名改為《亞瑟：王者之劍》（King Arthur: Legend of the Sword）。

### 選角
起初，伊卓瑞斯·艾巴正在會談飾演一位訓練和指導亞瑟的梅林式人物。但艾巴並未參演，使得導演繼續尋找其他演員。查理·漢納被找來飾演主角亞瑟王。伊莉莎白·歐森則在會談擔任女主角。然而，9月18日，愛絲崔德·伯格斯·弗瑞斯貝加入飾演女主角桂妮薇兒。11月14日，裘德·洛確認參演，飾演與主角對立的反派。2015年2月11日，艾瑞克·巴納簽約飾演亞瑟王之父尤瑟王。而麥可·佩斯伯蘭特則於2015年3月6日加入演出，飾演一名反派角色。

### 拍攝
正式拍攝於2015年2月在溫莎大公園開拍，後於2015年3月2日在威爾士取景拍攝。2015年3月10日，瑞奇以一張照片透露拍攝已經開始了一天。2015年4月，劇組陸續移至史諾多尼亞的特瑞凡峰、南特蓋維奈特、貝德蓋勒特和凱珀爾克里格取景。7月初，拍攝又在希爾代格、托里登海灣和阿普爾克羅斯等地進行。後來，劇組也在斯凱島的奎朗及華納兄弟利維斯登工作室進行製作。

## 發行
電影原定2016年7月22日在美國上映，但於2015年12月21日時，宣布日期改為2017年2月17日，並和《移動迷宮：死亡解藥》共同競爭。2016年1月21日，華納兄弟宣布，電影又延期至2017年3月24日。12月，美國上映日又延期至5月12日。

### 評價
《亞瑟：王者之劍》獲得了褒貶不一的評價。爛番茄基於147條評論，新鮮度26%，平均得分4.6／10；反之，觀眾方的新鮮度則達80%。在Metacritic上，獲得了41分。據CinemaScore調查，觀眾的反應在A+至F間落於「B+」，其中有56%的觀眾是35歲以下、59%的觀眾是男性。

### 票房
在北美，《亞瑟：王者之劍》與《搶救千金》共同上映和競爭；《亞瑟：王者之劍》估計於首週末能從三千六百間戲院中獲得2500萬美元的票房。電影於美國週四晚上從三千兩百間戲院中獲得115萬美元，週五則僅賺了530萬美元，這使得該週末的預估值降低至1500萬美元。首週末票房收入僅1470萬美元，位居當週第三名。Deadline.com指出，由於電影的1.75億美元的製作預算，再加上另外至少花費的1億美元來宣傳，使得該片注定會是個票房炸彈；該網站引用了一位財務專家的分析，對於一系列原創IP而言，如果它一定要推出續集的話，《亞瑟：王者之劍》應該以6000萬到8000萬美元間的預算來完成，華納兄弟公司沒必要為此花到1.75億美元。對於此首週票房的失利，IndieWire稱電影的失敗是「歷史性的」。《好萊塢報導》指出，本片造成的損失將會達約1.5億美元。

## 備註
1. 中國前譯作「亚瑟王：剑的传奇」。

## 外部連結
- 互联网电影数据库（IMDb）上《亞瑟：王者之劍》的资料（英文）
- 爛番茄上《亞瑟：王者之劍》的資料（英文）
- Metacritic上《亞瑟：王者之劍》的資料（英文）
- AllMovie上《亞瑟：王者之劍》的资料（英文）
- Box Office Mojo上《亞瑟：王者之劍》的資料（英文）
- 開眼電影網上《亞瑟：王者之劍》的資料（繁體中文）
- 豆瓣电影上《亞瑟：王者之劍》的資料 （简体中文）
- 时光网上《亞瑟：王者之劍》的資料（简体中文）